# Bible in Basic English
Bible In Basic English (w skrócie BBE, po polsku „Biblia w uproszczonym angielskim”) – tłumaczenie Biblii na uproszczony angielski. Biblia została przetłumaczona przez Samuela Hooke, użył on 850 słów tworzących Basic English, kilkudziesięciu słów typowo biblijnych i 100 najbardziej pomocnych w czytaniu poezji, co podniosło liczbę słów do tysiąca. Nowy Testament został przetłumaczony w 1941, Stary Testament w 1949.